# محمد مشرقی
محمد مشرقی (به انگلیسی: Mohammad Mashriqi) (زادهٔ ۷ ژوئیهٔ ۱۹۸۷) یک بازیکن فوتبال اهل افغانستان است. او که متولد آمریکا است در تیم ملی افغانستان بازی می‌کند.